# The Man Behind the Badge
The Man Behind the Badge è una serie televisiva statunitense in 90 episodi trasmessi per la prima volta nel corso di 2 stagioni dal 1953 al 1955.
È una serie di tipo antologico in cui ogni episodio rappresenta una storia a sé. Gli episodi sono storie di genere poliziesco.

## Presentatori
- Charles Bickford (38 episodi, 1955)
- Joel Aldred (35 episodi, 1955)
- Norman Rose (33 episodi, 1953-1954)

## Interpreti
La serie vede la partecipazione di numerosi attori, alcuni dei quali interpretarono diversi ruoli in più di un episodio.
- Paul Brinegar (4 episodi 1955)
- Sam Flint (3 episodi 1955)
- Lillian Powell (3 episodi 1955)
- Tristram Coffin (3 episodi 1955)
- Byron Foulger (3 episodi 1955)
- Claude Akins (2 episodi 1955)
- Richard H. Cutting (2 episodi 1955)
- John Harmon (2 episodi 1955)
- Lewis Charles (2 episodi 1955)
- Stanley Andrews (2 episodi 1955)
- Darlene Fields (2 episodi 1955)
- Amzie Strickland (2 episodi 1955)
- Clark Howat (2 episodi 1955)
- Robert Bray (2 episodi 1955)
- Wendell Holmes (2 episodi 1955)
- Hugh Sanders (2 episodi 1955)
- Joan Camden (2 episodi 1955)
- John Gallaudet (2 episodi 1955)
- Tom McKee (2 episodi 1955)
- Paul Dubov (2 episodi 1955)
- James McCallion (2 episodi 1955)
- William Boyett (2 episodi 1955)
- Tyler McVey (2 episodi 1955)
- Kay Stewart (2 episodi 1955)
- Dan White (2 episodi 1955)
- Robert Carson (2 episodi 1955)
- Robert Foulk (2 episodi 1955)
- Dan Seymour (2 episodi 1955)
- George Eldredge (2 episodi 1955)
- Vivi Janiss (2 episodi 1955)
- Harlan Warde (2 episodi 1955)
- Selmer Jackson (2 episodi 1955)
- William Fawcett (2 episodi 1955)
- Edmund Penney (2 episodi 1955)
- Robert P Lieb (2 episodi 1953-1954)
- Don Briggs (2 episodi 1954)
- Matt Crowley (2 episodi 1954)
- Russell Hardie (2 episodi 1954)
- Robert Middleton (2 episodi 1954)
- Herbert Nelson (2 episodi 1954)
- Anthony Perkins (2 episodi 1954)
- Bill Zuckert (2 episodi 1954)
- Peter Brocco (2 episodi 1955)
- Charles Cane (2 episodi 1955)
- Christopher Dark (2 episodi 1955)
- Sam Edwards (2 episodi 1955)
- James Flavin (2 episodi 1955)
- Joseph Hamilton (2 episodi 1955)
- Carlyle Mitchell (2 episodi 1955)
- Ruth Perrott (2 episodi 1955)
- Barney Phillips (2 episodi 1955)
- Walter Reed (2 episodi 1955)
- James Stone (2 episodi 1955)
- Ray Walker (2 episodi 1955)

## Produzione
La serie fu prodotta da Bernard J. Prockter e Jerome Robinson per la  Prockter Television Enterprises e la Revue Studios

### Registi
Tra i registi sono accreditati:
- John Peyser in 7 episodi (1955)
- Paul Landres in 6 episodi (1955)
- Harold Daniels in 3 episodi (1955)
- Gilbert Kay in 3 episodi (1955)

### Sceneggiatori
Tra gli sceneggiatori sono accreditati:
- David P. Harmon in 8 episodi (1955)
- Alvin Boretz in 6 episodi (1955)

## Distribuzione
La serie fu trasmessa negli Stati Uniti dall'11 ottobre 1953 al 17 settembre 1955 sulla rete televisiva CBS.

## Episodi
| Stagione         | Episodi | Prima TV USA |
| ---------------- | ------- | ------------ |
| Prima stagione   | 52      | 1953-1954    |
| Seconda stagione | 38      | 1955         |